# Donuca orbigera
Donuca orbigera là một loài bướm đêm trong họ Erebidae.